# Município de Wilkesboro (condado de Wilkes, Carolina do Norte)
O município de Wilkesboro (em inglês: Wilkesboro Township) é um localização localizado no  condado de Wilkes no estado estadounidense da Carolina do Norte. No ano 2010 tinha uma população de 10.448 habitantes.

## Geografia
O município de Wilkesboro encontra-se localizado nas coordenadas 36° 08′ 41,47″ N, 81° 09′ 54,31″ O.